# مكان الأنيما

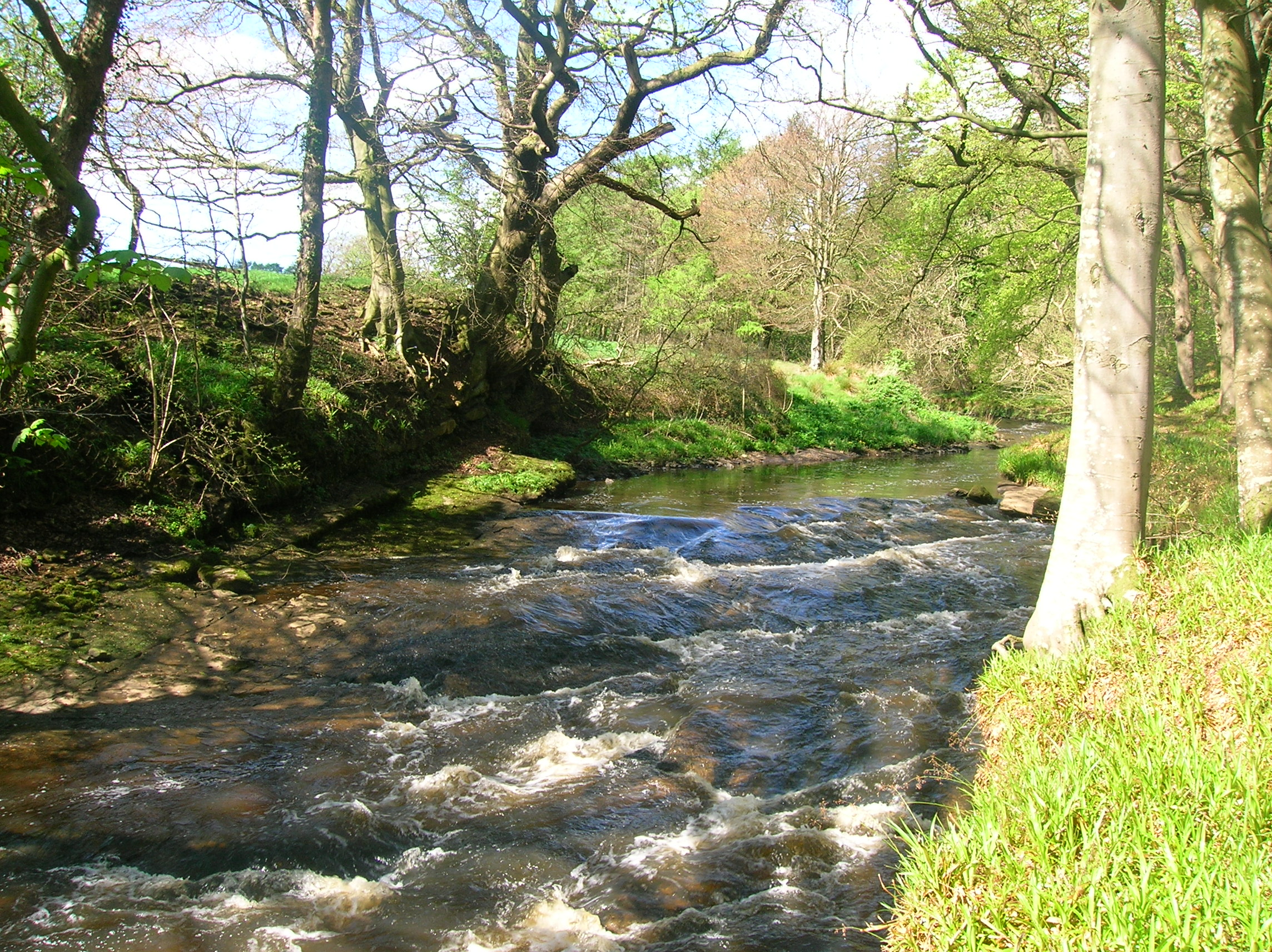
سد على مياه لوغتون بالقرب من قلعة مونتغرينان القديمة.

مكان أو موضع الأنيما أو أنيموس هو «روح» المكان وشخصيته الأساسية. مفهوم مرتبط بالأرواح الخارقة للطبيعة مثل الإقامة في الأحجار والينابيع والجبال والجزر والأشجار، إلخ.
توجد هذه الممارسة في الديانات التي تؤمن بآلهة قد تكون أقرب إلى الحيوان منها إلى الإنسان، مثل الشنتو اليابانية. وتنتشر هذه المعتقدات في بعض الديانات الحديثة أيضًا. كما أن بعض الكنائس الكاثوليكية تتبنى معتقدات مماثلة. ومن الدول التي تتبع هذه المعتقدات أيرلندا، حيث "توجد العديد من المواقع المقدسة للقديس باتريك، لكن التحقيقات كشفت أن هذه المواقع كانت مخصصة لعبادة آلهة وأرواح سلتية مختلفة قبل أن تستولي الكنيسة الكاثوليكية على الموقع بوقت طويل".

## السحر
في السحر، غالبًا ما يشار إلى مكان أنيما هي روح المكان، العفريت، الجنية، الحامي.[بحاجة لمصدر]

## المواقع ذات الأنيما القوية

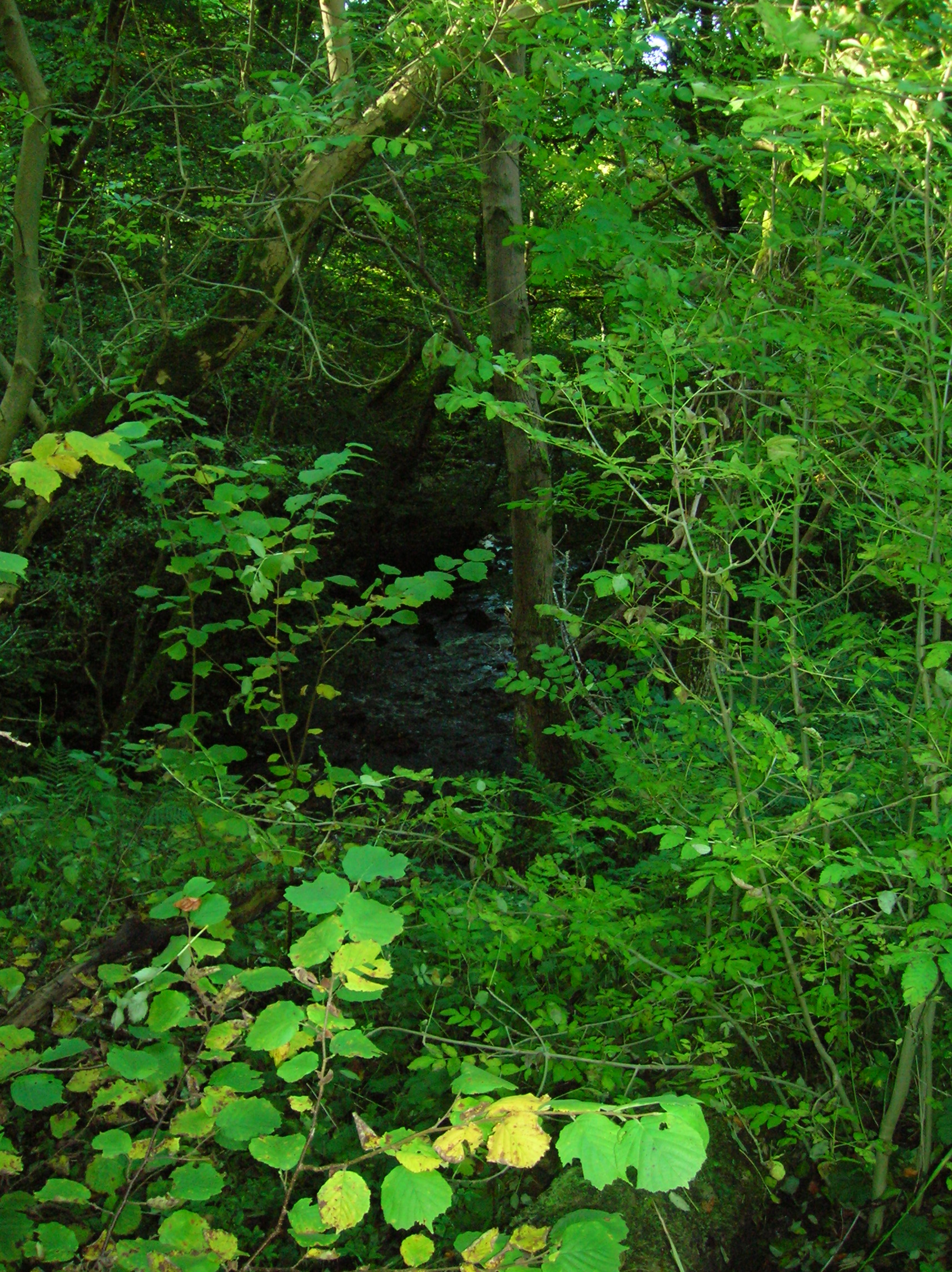
منظر تم التقاطه في مضيق Dusk Water من كهف Cleeves Cove .
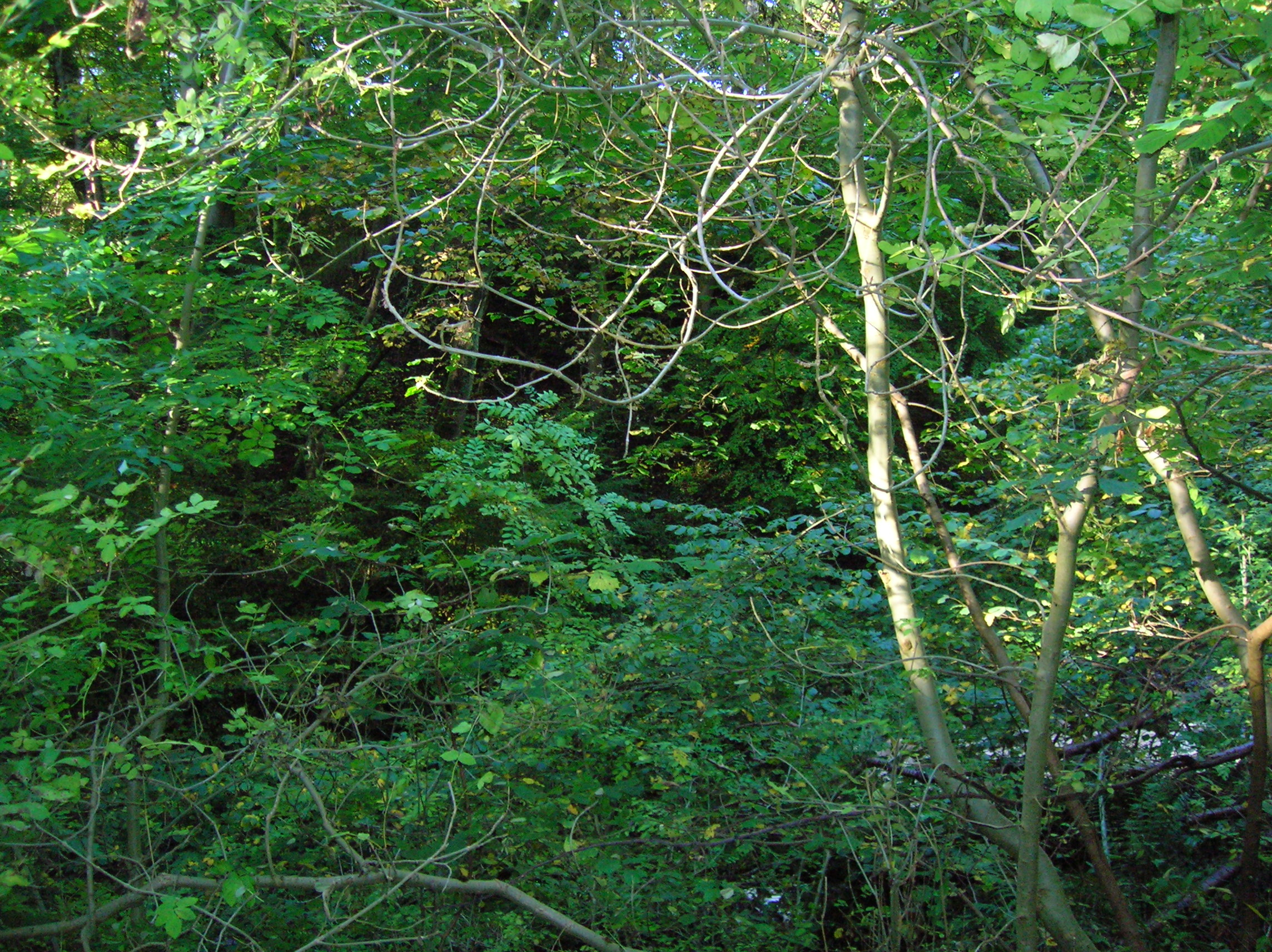
منظر تم التقاطه في مضيق Dusk Water من كهف Cleeves Cove .
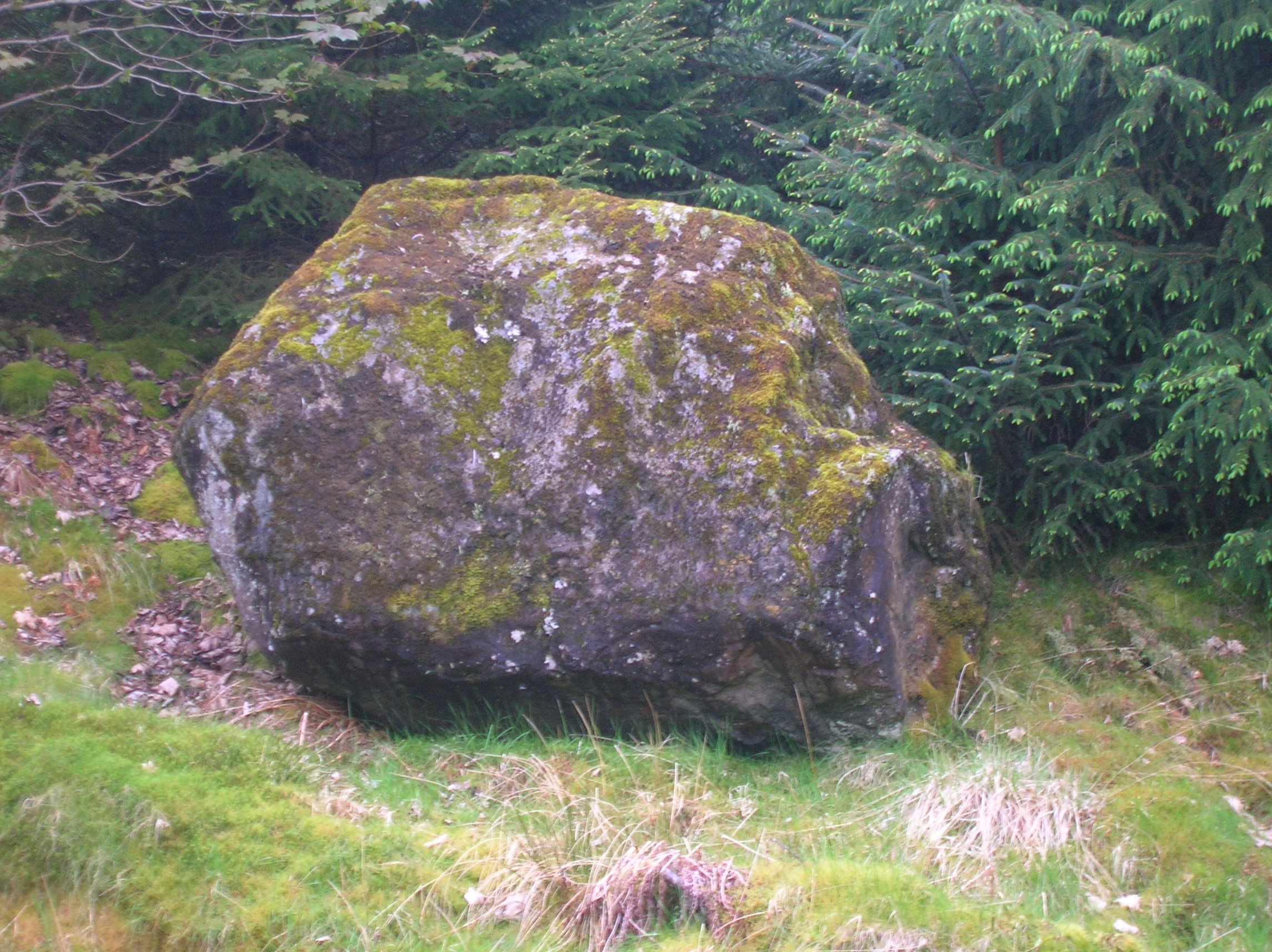
حجر كارلين  [لغات أخرى]‏ بالقرب من مزرعة كريجندز ، شرق أيرشاير ، اسكتلندا.
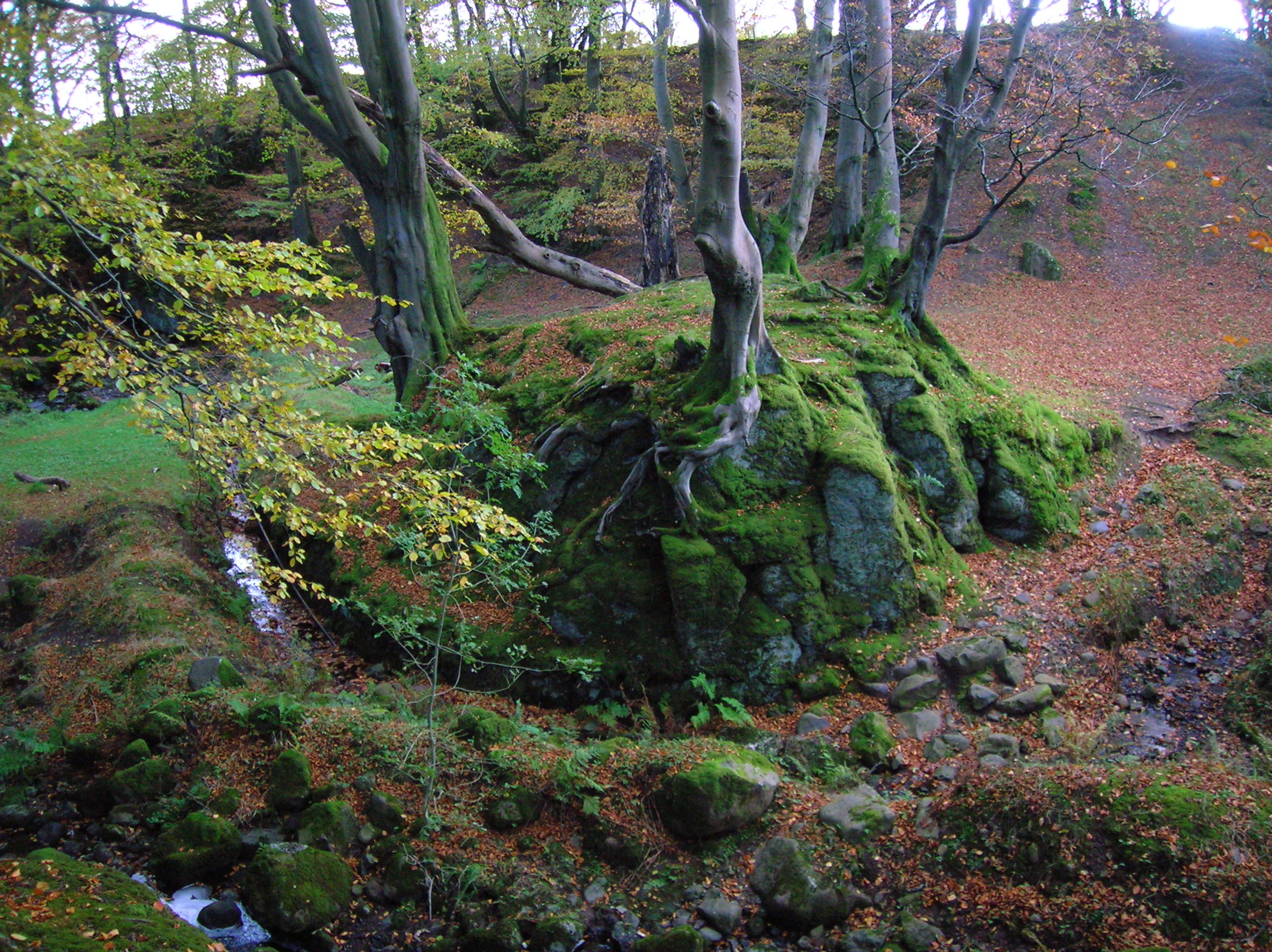
تل شبه طبيعي في Giffordland Glen مع أشجار الزان القديمة و Auldmuir Burn.

## روابط خارجية
- دليل لمصطلحات التاريخ المحلي